# Realitätsprinzip
Das Realitätsprinzip ist nach der Theorie der klassischen Psychoanalyse eines der beiden Prinzipien, die das psychische Geschehen beherrschen. Es bildet ein Paar mit dem Lustprinzip, welches durch das Realitätsprinzip modifiziert wird. Das Realitätsprinzip gilt als Teil des Ich. Gemäß dem Realitätsprinzip werden die Bestrebungen des Lustprinzips, welche aus dem Es (das Unbewusste in der menschlichen Psyche) stammen, nach den Erfordernissen der Umwelt angepasst.

## Sinnbestimmung des Prinzips
Im Gegensatz zum Lustprinzip, das vom Es ausgeht und sich bei seinem Wirken zum Lustgewinn nicht an der umgebenden Realität orientiert, stellt das Realitätsprinzip ein Verhaltensschema dar, nach dem das Ich oder Bewusstsein handelt. Das Realitätsprinzip kommt im Laufe der intellektuellen Reifung des Ichs zur Geltung und bezieht sich auf die währenddessen ins Über-Ich verinnerlichten Erfahrungen. Es bezeichnet die charakteristische Aufgabe des Ichs, für die Befriedigung der Triebe (also der angeborenen Bedürfnisse) des „Es“ die jeweils herrschende Umwelt – die Realität – zu berücksichtigen, um dies auch vereinbar mit den moralischen Vorstellungen des Über-Ich und ohne unangenehme Konsequenzen zu gestalten.

## Arbeitsweise
Die Faktoren der konkreten Situation werden zu diesem Zweck teils bewusst rational bewertet, andererseits wirken auf die innere Gestaltung des Gesamtbildes der Realität die Impulse des Über-Ichs mit ein. Diese stammen vor allem aus den übernommenen oder anerzogenen Wertvorstellungen, sowie allgemein aus allen Erfahrungen, die der Mensch im Verlauf seiner Entwicklung gesammelt und darauf das Über-Ich aufgebaut hat. Ist dem Ich die Erfüllung der Forderungen des Es momentan nicht möglich, weil eine konkret gegebene Situation seitens der Umwelt dagegen spricht, kann es eine zeitliche Verschiebung der Triebbefriedigung oder die Umlenkung der sexuellen Triebenergie auf ein neues, nicht sexuelles Ziel erreichen (Sublimierung).
Da das Über-Ich dem Verlangen des Es entgegenwirkt, indem es seinen Einfluss auf das Bewusstsein in Form des Verspürens von Schuldgefühlen ausübt, bedient sich das Ich unbewusst verschiedener Abwehrmechanismen. Das Ziel dieser Abwehrmechanismen ist die Schwächung oder Ausschaltung der Schuldgefühle, die das Ich anderenfalls empfinden würde, sobald es den triebhaften Begierden des Es nachgäbe.